# Trst
Trst (tal. Trieste, njem. Triest) je grad i luka u Italiji, u Tršćanskom zaljevu, na sjeveroistočnoj obali Jadranskog mora. Smješten je na kraju uskog pojasa talijanskog teritorija koji leži između Jadranskog mora i Slovenije, koja se nalazi istočno od grada. Granica s Hrvatskom nalazi se nekih 30 kilometara južno.

## Etimologija
Latinski naziv grada (Tergesta) korijen vjerojatno ima iz venetske riječi terg (tržište) i etimološki je povezan sa staroslavenskim tьrgъ (od tuda tržnica). Moderna imena grada uključuju: talijanski: Trieste, slovenski: Trst, njemački: Triest, mađarski: Trieszt, hrvatski: Trst, srpski: Трст / Trst, grčki: Τεργέστη / Tergesti i češki: Terst.

## Zemljopis
Trst se nalazi na Tršćanskom zaljevu na sjevernom dijelu Jadranskog mora. To je izrazito pogranični grad koji je državnom granicom posve odijeljen od gradske okolice i zaleđa koje pripada Sloveniji, a s Italijom je povezan samo uskim pojasom kopna. Klima je sredozemna.
Veliko je prometno značenje grada, posebno gradske luke. Autoceste grad vežu s ostatkom Italije i Slovenijom, ali nedostaje autocestovna poveznica s Hrvatskom (planirani smjer Trst-Rijeka). Trst je najveća luka na Jadranskom moru i glavna luka za kontinentski zatvorenu Austriju. Na sjevernom Jadranu postoji konkurencija triju velikih luka (Trsta, Kopra i Rijeke). Postoje planovi o udruživanju luka Trsta i Kopra koje su vrlo blizu i stvaranja velike sjevernojadranske luke.

## Povijest
Prostor današnjeg Trsta je u starom vijeku naseljavalo Ilirsko pleme Histri i venetsko pleme Carni. Godine 177. pr. Kr. Rimljani su zauzeli grad i nazvali ga Tergeste, a Julije Cezar mu je dao status kolonije. Nakon pada Rimskog carstva došao je pod bizantsku vlast i postao značajan vojni logor. Godine 788. je postao dio Franačke države, a u 12. st. je postala gradska komuna. Postoji predaja da je Trst i neke druge istarske gradove pohodio sv. Antun Padovanski, koji je 1229. godine kao lombardski provincijal prošao ovuda osnivajući samostane. Predaja kaže da je na putu u Goricu skrenuo u Trst, a možda i u neke druge gradiće na zapadnoj obali Istre. Između 1369. i 1372. godine je gradom vladala Mletačka Republika, a poslije je potpao pod vlast Habsburgovaca. Trst se razvija kao najznačajnija habsburška luka i car Karlo VI. Habsburški mu daje status slobodne carske luke 1719. godine. Za vrijeme Napoleonove vlasti bio je dio Ilirskih pokrajina, a kasnije se vraća u sastav Habsburške monarhije, ali gubi status slobodne luke. Grad postaje slobodni carski grad i centar pokrajine Austrijsko primorje (Kűstenland). Tijekom 19. stoljeća grad se dalje razvija kao najznačajnija luka cijele Habsburške monarhije. Godine 1857. je sagrađena prva željeznička pruga u Monarhiji koja je povezivala Trst s Bečom. Početkom 20. stoljeća Trst bio je kozmopolitski grad u kojem su miješani živjeli pripadnici mnogih naroda.
Nakon Prvog svjetskog rata grad je zauzela Italija i grad gubi svoju dotadašnju važnost. Izgubio je vezu sa zaleđem koje je ostalo u Austriji i Kraljevini SHS, te zbog toga bitno slabe lučke funkcije. Nakon dolaska fašista na vlast u Italiji jača pritisak na slavensko stanovništvo koje se iseljava iz grada.
Nakon kapitulacije Italije u Drugom svjetskom ratu 1943. je Trst zauzela Njemačka. Pokraj grada je otvoren jedini njemački koncentracijski logor na talijanskom tlu. God. 1944. grad je pretrpio saveznička bombardiranja, a 1. svibnja 1945. u grad ulaze jugoslavenski partizani koji su tamo ostali do 12. lipnja. Italija se odrekla Istre u korist Jugoslavije, ali je došlo do spora oko pripadnosti Trsta. Postojala je čak mogućnost izbijanja rata. Godine 1947. je osnovana posebna država nazvana Slobodni teritorij Trsta koja je bila međunarodno priznata i postojala sve do 1954. godine.
Slobodni teritorij Trsta je bilo privremeno rješenje kojim nisu bile zadovoljne ni Jugoslavija ni Italija. Među zapadnim Saveznicima je bio jak stav da se granica s Italijom vrati na prijeratno stanje, a bojali su se jačeg jugoslavenskog (komunističkog) prisustva na Jadranu. Izostala je snažnija sovjetska potpora Jugoslaviji.
God. 1954. je potpisan Memorandum o razumijevanju između Jugoslavije i Italije kojim je Slobodni teritorij Trsta podijeljen na Zonu A (koja obuhvaća sam grad) koju je na upravu dobila Italija i Zonu B (današnje Slovensko primorje i Istra do rijeke Mirne) kojom je upravljala Jugoslavija. Takvo razgraničenje je definitivno potvrđeno Osimskim sporazumima potpisanim 1975. godine.

## Gospodarstvo
Najvažnije djelatnosti Trsta su vezane uz lučke funkcije. Trst je osim luke i značajno trgovačko središte (posebno vezano uz pogranični položaj grada). Tokom hladnog rata je Trst funkcionirao kao "izlog kapitalizma" prema komunističkoj Jugoslaviji te su zapadne sile forsirale značajniji gospodarski razvoj grada. Tijekom 1980-ih godina se intenziviraju trgovačke veze Trsta i građana Jugoslavije koji nakon djelomičnog slabljenja komunističkog sustava nabavljaju kvalitetnu robu sa zapada, a Trst je najbliža destinacija. Takve trgovačke veze i navika kupovanja u Trstu su ostali i nakon pada socijalizma i raspada Jugoslavije, posebno za građane Slovenije, a dijelom i Hrvatske. Takva navika s vremenom slabi (posebno nakon dolaska stranih trgovačkih lanaca u Sloveniju i Hrvatsku), te Trst gubi staro trgovačko značenje. Takav razvoj je značajno pogodio gradsko gospodarstvo koje se danas mora preorijentirati s prekogranične trgovine na druge djelatnosti.

## Znamenitosti
Središnji trg u Trstu je Trg ujedinjenja Italije (Piazza Unità d'Italia), izgrađenog uglavnom tijekom Habsburške monarhije, na kojemu se nalaze Gradska vijećnica i fontanom 4 kontinenta.
Značajan je kaštel Miramare (Castello di Miramare) građen 1860. godine za nadvojvodu Maksimilijana. Postoje mnoge palače i crkve (značajna je katedrala sv. Justa). Mogu se pronaći i arheološki ostatci iz rimskog razdoblja (značajno je rimsko kazalište). Znamenito je i Kazalište Giuseppea Verdija.

## Stanovništvo
Prije Prvog svjetskog rata Trst je bio jedan od najvećih europskih obalnih gradova s oko 200.000 stanovnika. Usporedbe radi Zagreb je tad imao oko 80.000 a Ljubljana 60.000 stanovnika. Danas je Trst "grad staraca", čak 27,9% stanovnika su umirovljenici (talijanski prosjek je 19,94%), a samo 13,78% stanovnika je mlađe od 18 godina.
| godina | stanovnika |
| ------ | ---------- |
| 1617.  | 3.000      |
| 1693.  | 10.183     |
| 1717.  | 5.600      |
| 1735.  | 3.865      |
| 1758.  | 6.424      |
| 1765.  | 6.518      |
| 1775.  | 10.664     |
| 1792.  | 22.920     |
| 1800.  | 20.900     |
| 1810.  | 29.908     |
| 1812.  | 20.633     |

| godina | stanovnika |
| ------ | ---------- |
| 1820.  | 33.550     |
| 1830.  | 42.913     |
| 1837.  | 51.982     |
| 1845.  | 58.322     |
| 1850.  | 63.931     |
| 1857.  | 64.096     |
| 1869.  | 70.274     |
| 1880.  | 74.544     |
| 1890.  | 120.333    |
| 1900.  | 134.143    |
| 1910.  | 160.993    |

| godina | stanovnika |
| ------ | ---------- |
| 1921.  | 239.558    |
| 1931.  | 250.170    |
| 1936.  | 248.307    |
| 1951.  | 272.522    |
| 1963.  | 277.644    |
| 1971.  | 271.879    |
| 1981.  | 252.369    |
| 1991.  | 231.100    |
| 2001.  | 211.184    |
| 2005.  | 206.590    |
| 2009.  | 205.507    |

### Hrvati u Trstu
U Trstu su do raspada Austro-Ugarske mnogi Hrvati imali svoje poslovne objekte, a padom pod Italiju mnogi su se preselili i/ili prebjegli u dijelove Hrvatske koje Italija nije pripojila sebi, a mnogi poznati su ostali i danas (poznati su Cosulichi i ini). Te su hrvatske obitelji bili iz bližeg tršćanskog zaleđa, ali i iz drugih dijelova Monarhije. Mnogi su se Hrvati iz tih obitelji ali i hrvatski Talijani i Slovenci rodili i živjeli u tom gradu: Karlo Bulić, Spiridon Gopčević, Otokar Keršovani, Gari Cappelli, Emil Cossetto, Fulvio Tomizza, Bruno Bjelinski, Ivo Frangeš, Bruno Bulić, Eva Verona, Josip Mandić, Drago Ivanišević, Bogomir i Božidar Gorše, Stanko Guldescu, Ante Mandić, Mauro Covacich, Tullio Kezich, Giani Stuparich, Dragan Boltar, Danilo Klen, Aurel Krstulović, Marko Radoničić, Antun Dabinović, Danilo Danev, odnosno hrvatski Židovi Hinko Bauer, Emil Stock i nasljednici, nasljednici Vida Morpurga i drugi.
Trst je bio mjestom školovanja i djelovanja brojnih Hrvata. Ističu se Antun Kalac, Juraj Dobrila, Ivan Rendić, Ambroz Haračić, Robert Haller, Ingrid Haller, Slavko Zlatić, Josip Tabak, Mate Baštijan, Ivan Baštijan, Bela Čikoš Sesija, Fran Mihaljević, Božo Milanović, Marija Krucifiksa Kozulić, Anton Gnamb, Anton Marti, Ante Blažević, Bojan Šober, Ivo Omrčanin, Ivo Protulipac, Krunoslav Draganović, Ante Tresić Pavičić, Matko Mandić, Milan Emil Uzelac, Nikola Karković, Ivan Dobravec Plevnik, Lovro Grizogono, Kornelije Budinić, Maks Rajčević, Fran Matejčić, Petar Lorini, Niko Duboković Nadalini, Vicenzo Miagostovich i drugi. U Trstu je od 1888 do 1893. na talijanskom izlazio list za Hrvate Il diritto croato, a u Trstu su u 19. st. hrvatske gramatike objavili Šime Starčević i Ilija Rukavina Ljubački. U Trstu je 1900-ih djelovalo društvo Dalmatinski skup kojem je predsjednik od prvog dana bio hrvatski političar Ante Vuković Vučidolski.
Za Kraljevine SHS konzulom je u Trstu bio Ivo Andrić. 2000-ih u Trstu djeluje Hrvatska književna radionica koju vode Daniel Načinović, Vjekoslav Tomašić i Juan Octavio Prenz.
Od 1991. godine u Trstu djeluje podružnica Matice hrvatske koja je utemeljena prvo pod nazivom Comitatio pro Croazia, a od prvog dana predsjeda njom poslovni čovjek i kulturni radnik Ivan Vekić. Zajednica Hrvata djeluje od 1999. godine. Prema procjenama tršćanske Zajednice Hrvata, danas u Trstu živi oko tri do četiri tisuće ljudi hrvatskog podrijetla.

### Slovenci u Trstu
Poznati Slovenci koji su se rodili i živjeli u Trstu, ili su djelovali u Trstu: Vladimir Bartol, Mirko Bračič, Draško Vilfan, Odilo Globočnik, Andreana Družina, Tone Žerjal, Boris Ziherl, Rudolf Mahnič, Edo Mihevc, Ivan Regent, Mitja Ribičič, Lidija Rupnik, Edvard Rusjan, Josip Tomažič, Silvira Tomasini (talijansko - slovenska obitelj), Tone Tomšič, Anton Ukmar, Jadran Ferluga, Avgust Černigoj, Andrea de Adamich, Srečko Kosovel, Boris Pahor, Jožef Tominc, Avgust Tominc, Alfred Tominc, zatim Marcel Gorenc

### Slavni stanovnici
| - Emilio Ambrosini, talijanski arhitekt - Carolus. L. Cergoly, puno / pravilno ime Carolus / Carlo Luigi Cergoly Serini (Zrinski), grof i autor - Vladimir Bartol, slovenski spisatelj - Lidia Bastianich, američka kuharica i spisateljica - Gottfried von Banfield, austrougarski pilot - Nino Benvenuti, talijanski bokser - Engelbert Besednjak, slovenski političar, odvjetnik i novinar - Enzo Bettiza, hrvatsko-talijanski spisatelj, novinar i političar - Ludwig Boltzmann, austrijski fizičar - Richard Francis Burton, engleski istraživač i avanturist - Lavo Čermelj, slovenski fizičar | - Avgust Černigoj, slovenski slikar - Odilo Globocnik, austrijski nacist i ratni zločinac, slovenskog roda - Spiridon Gopčević, austrijsko-srpski astronom i povjesničar - James Joyce, irski spisatelj - Pietro Kandler, talijanski povjesničar - Claudio Magris, talijanski spisatelj i prevoditelj - nadvojvoda Maksimilijan - Boris Pahor, slovenski spisatelj | - Boris Podrecca, slovenski arhitekt - Ivan Rendić, hrvatski kipar - Mitja Ribičič, slovenski političar i premijer SFR Jugoslavije (1969. – 71.) - Cesare Rubini, talijanski košarkaš, vaterpolist i trener - Abdus Salam, pakistanski fizičar i dobitnik Nobelove nagrade za fiziku 1979. god. - Italo Svevo, talijanski spisatelj - Jožef Tominc, talijansko-slovenski slikar - Fulvio Tomizza, talijanski spisatelj - Jules Verne, francuski spisatelj - Žiga Zois, austrijski plemić i znanstvenik, slovenskog roda |

## Gradovi prijatelji
- Çankırı, Turska
- Como, Italija
- Graz, Austrija[9]
- Mikolajiv, Ukrajina
- Silivri, Turska

## Galerija
- Stara burza (Borsa Vecchia), nekad jedna od najvećih u Europi
- Katedrala San Giusto
- Tršćanski akvarij
- Kanal
- Trg Ponterosso
- Neptunov zdenac na Trgu burze
- Tršćanska luka, stara zgrada
- Grobnica iz 1588. godine u katedrali sv. Justa
- Zdenac četiriju kontinenata na Trgu talijanskog jedinstva

## Sport
- U.S. Triestina Calcio 1918, nogometni klub
- Pallamano Trieste, rukometni klub
- Pallacanestro Trieste 2004, košarkaški klub

## Stare fotografije
- Trst oko 1880. godine. Pročelje zgrade Burze i kip Karla VI.
- Trst oko 1880 Targesteo. godine.
- Trst oko 1880. godine. Veliki teatar.
- Trst 1880. Skladišta u ulici Ferrata.
- Trst oko 1880. Luka godine.
- Trst oko 1880. godine. Armenska crkva.
- Trst oko 1880. godine. Crkva sv. Justina.
- Trst Veliki trg oko 1880.
- Trst oko 1880. javni park.
- Trst Arsenal oko 1880.
- Trst svjetionik oko 1880.

## Vanjske poveznice
- Slavica D., Je li nestao Ponte rosso?, putopis o Trstu
- Trst, najveća luka Jadrana  Arhivirana inačica izvorne stranice od 6. veljače 2012. (Wayback Machine) na putokosvijeta.hr
- Dobrodošli u Trst (engl.) (tal.)
- Trst - Foto Vodič - (pdf)  Arhivirana inačica izvorne stranice od 20. travnja 2012. (Wayback Machine) (tal.)